# Gage R&R
 (août 2023).
Le gage R&R est un outil statistique d'analyse des systèmes de mesure, utilisé pour mesurer la performance d'un système de mesure en matière de répétabilité et de reproductibilité. Ce test permet de qualifier un système de mesure en calculant un pourcentage qui indique les variations totales du processus de mesure. Plus ce pourcentage est faible et meilleur est le système.
Différents tests R&R existent, cela dépend de la mesure. Il existe des mesures sur des données continues mais aussi des mesures suivant des critères définis (attributs).

## R&R aux mesures
Le test R&R aux mesures permet de contrôler la capabilité d'un système de mesure de caractéristiques précises (poids, dimensions, distance, etc.).

## Méthodologie
Le test se fait avec 2 ou 3 opérateurs et en prenant un échantillon de 10 pièces différentes numérotées représentatives de l'intervalle de tolérance. 
Il faut indiquer précisément à chaque opérateur la caractéristique à mesurer. S'il n'existe pas de mode opératoire pour indiquer la méthodologie d'utilisation du système de mesure, les opérateurs feront le test selon leurs connaissances de ce système.
Chaque opérateur doit mesurer 3 fois une même pièce, et cela pour les 10 pièces.

## Calcul
Après avoir relevé les valeurs de chaque mesure, le calcul des étendues et des écarts types doit être réalisé.
L'étendue d'une série de mesures est la différence entre la valeur maximale et la valeur minimale de cette série de mesures. Ainsi, pour les 3 mesures de chaque pièce effectuées par chaque opérateur, l'étendue est calculée. Ensuite, pour chaque opérateur, la moyenne des étendues est calculée.
Avec ces données sont calculées la variation due à la répétabilité et celle due à la reproductibilité.
La somme de ces deux variations est ensuite multipliée par six et divisée par six fois l'intervalle de tolérance de la caractéristique mesurée dans le cas où la précision est de six sigma (voir Six Sigma). Ce qui donne un pourcentage.
Ce pourcentage indique les variations du système de mesure. Plus le pourcentage est faible, et meilleur est le système en matière de fiabilité et de précision.
Généralement, en industrie, ce pourcentage doit être inférieur à 30 % pour que le système de mesure soit conforme et acceptable.
S'il ne l'est pas, cela veut dire que le système de mesure présente de nombreuses variations dues à des causes probables et des causes spéciales.

## R&R aux attributs
Il s'agit là de vérifier la conformité d'un système de mesure suivant des critères définis (OK, NOK, Bon, pas bon, etc.).
La méthodologie et le calcul sont différents. Dans ce cas, il s'agit de comparer les 3 mesures des 3 opérateurs avec des mesures de références effectuées par un expert. Le test est réalisé généralement sur 30 pièces identiques, en mélangeant des pièces attribuables aux différents critères.

## Sources des variations
Les variations pouvant être identifiées à travers ce test sont d'origines multiples :
- méthode : la méthode de mesure n'est pas adaptée et standardisée
- opérateur : l'opérateur n'est pas assez formé
- moyen de mesure : le moyen de mesure a une résolution insuffisante (pas assez de précision) ou génère des variations en raison d'une mauvaise conception ou fabrication
- environnement de mesure peut également influer
- pièce : difficulté à mesurer certains types de pièces

Il est possible d'utiliser l'arbre des causes afin d'identifier toutes les causes.

## Enjeu
L'enjeu est important pour les entreprises dans le cadre de la métrologie industrielle. Il s'agit de s'assurer que les systèmes de mesures sont fiables afin de s'assurer de la qualité des produits et de minimiser les rebuts et les pertes de temps (réglages, changement de paramètres, ..) dus à l'utilisation de moyens non-performants. 
L'enjeu est donc de minimiser l'utilisation des ressources de l'entreprise. 
Le gage R&R est utilisé dans des projets six sigma et généralement dans tous les projets d'amélioration continue.